# Cattedrale della Dormizione (Charkiv)
La cattedrale della Dormizione, chiamata anche cattedrale dell'Assunzione, è una chiesa ortodossa situata a Charkiv, in Ucraina.
La cattedrale si trova su di una collina, vicino alla riva del fiume Lopan.

## Storia

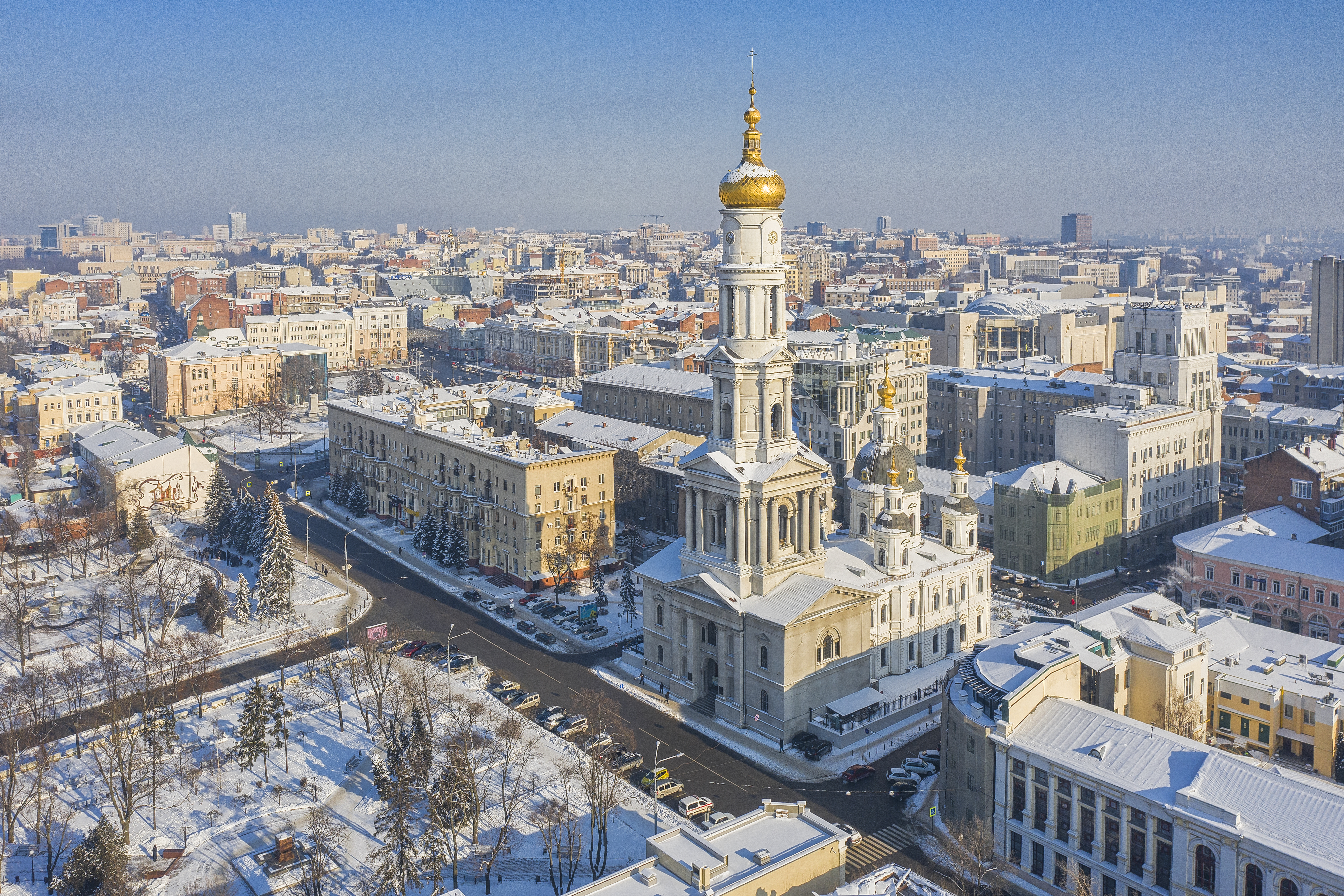
Vista dall'alto della cattedrale

Originariamente, la cattedrale fu costruita all'interno della fortezza di Charkiv negli anni 80' del XVII secolo. In seguito venne distrutta da un incendio e venne completamente ricostruita in stile tardo barocco tra il 1771-1777, ispirandosi nelle forme alla chiesa di San Clemente di Mosca. Venne poi consacrata nel 1780 alla presenza di Pëtr Rumjancev-Zadunajskij.
Il campanile, realizzato in stile neoclassico, venne costruito tra il 1820 e 1830. Su quest'ultimo nel 1856 venne montato un grande orologio.
Nel 1929 le autorità sovietiche chiusero la cattedrale e ne fecero demolire le cupole. Il campanile fu danneggiato da un tornado nel 1975. La cattedrale fu restaurata alla fine degli anni '70 e nel 2006 tornò sotto l'egida della Chiesa ortodossa ucraina.
Nel corso dell'invasione russa dell'Ucraina del 2022, il 2 marzo un missile russo ha colpito la chiesa, dove alcuni civili avevano trovato rifugio dai bombardamenti.